# Major League Baseball 2K10
Major League Baseball 2k10, abreviado como MLB 2K10, es un videojuego de béisbol de la Major League Baseball producido por 2K Sports. MLB 2K10 está disponible para Xbox 360, PlayStation 3, PlayStation 2, PlayStation Portable, Nintendo DS, Microsoft Windows y Wii. El videojuego fue desarrollado por Visual Concepts y publicado por 2K Sports el 2 de marzo de 2010.
- Datos: Q11690290